# Evil Empire
Evil Empire – album studyjny grupy Rage Against the Machine wydany 15 kwietnia 1996, prawie 4 lata po wydaniu debiutanckiej płyty. W 1996 znalazł się na 1. miejscu na Billboard's Top 200.

## Lista utworów
1. People of the Sun – 2:30
2. Bulls on Parade – 3:51
3. Vietnow – 4:39
4. Revolver – 5:30
5. Snakecharmer – 3:55
6. Tire Me – 3:00
7. Down Rodeo – 5:20
8. Without a Face – 3:36
9. Wind Below – 5:50
10. Roll Right – 4:22
11. Year of tha Boomerang – 3:59

## Skład
- Rage Against the Machine – producent, dyrektor artystyczny
- Zack de la Rocha – śpiew, teksty
- Tom Morello – gitara
- Tim Commerford – gitara basowa
- Brad Wilk – perkusja
- Nick DiDia – engineer, recording technician
- Clay Harper – assistant engineer
- Lisa Johnson – photography
- Paul Kosky – recording technician
- Bob Ludwig – mastering
- Brendan O'Brien – producer
- Andy Wallace – mixing
- Caram Costanzo – second engineer
- Dave Rat – recording technician